# Kim Song-gi
Kim Song-gi est un footballeur nord-coréen né le 23 octobre 1988. Il évolue au poste de défenseur central.

## Palmarès
- Vainqueur de l'AFC Challenge Cup en 2010 avec la Corée du Nord